# برجومی
برجومی (به گرجی: ბორჯომი) شهری در استان سامتسخه-جاواختی گرجستان است. جمعیت این شهر طبق سرشماری سال ۲۰۰۹ میلادی ۱۳٬۶۰۰ نفر بوده‌است.